# Hylurgus
Hylurgus är ett släkte av skalbaggar som beskrevs av Pierre André Latreille 1807. Hylurgus ingår i familjen vivlar.

## Dottertaxa tillHylurgus, i alfabetisk ordning[1][2]
- Hylurgus abietiperda
- Hylurgus affinis
- Hylurgus amoenus
- Hylurgus analogus
- Hylurgus angustatus
- Hylurgus ater
- Hylurgus cavernosus
- Hylurgus chir
- Hylurgus concinnulus
- Hylurgus crassicornis
- Hylurgus cylindricus
- Hylurgus dentatus
- Hylurgus destruens
- Hylurgus determinans
- Hylurgus elongatus
- Hylurgus frontalis
- Hylurgus fuscescens
- Hylurgus fuscus
- Hylurgus glabratus
- Hylurgus helferi
- Hylurgus indicus
- Hylurgus ligniperda
- Hylurgus longulus
- Hylurgus maritimus
- Hylurgus micans
- Hylurgus micklitzi
- Hylurgus nigrinus
- Hylurgus obesus
- Hylurgus opacus
- Hylurgus palliatus
- Hylurgus piceus
- Hylurgus piniperda
- Hylurgus pumilus
- Hylurgus rufescens
- Hylurgus rufipennis
- Hylurgus rufipes
- Hylurgus rugipennis
- Hylurgus scabrifrons
- Hylurgus sericeus
- Hylurgus subcostatus
- Hylurgus terebrans
- Hylurgus trifolii
- Hylurgus tuberculatus